# Pyrausta baibarensis
Pyrausta baibarensis là một loài bướm đêm trong họ Crambidae.